# Ceroplesis molator
Ceroplesis molator là một loài bọ cánh cứng trong họ Cerambycidae.